# Museum Signatarenhaus Litauen

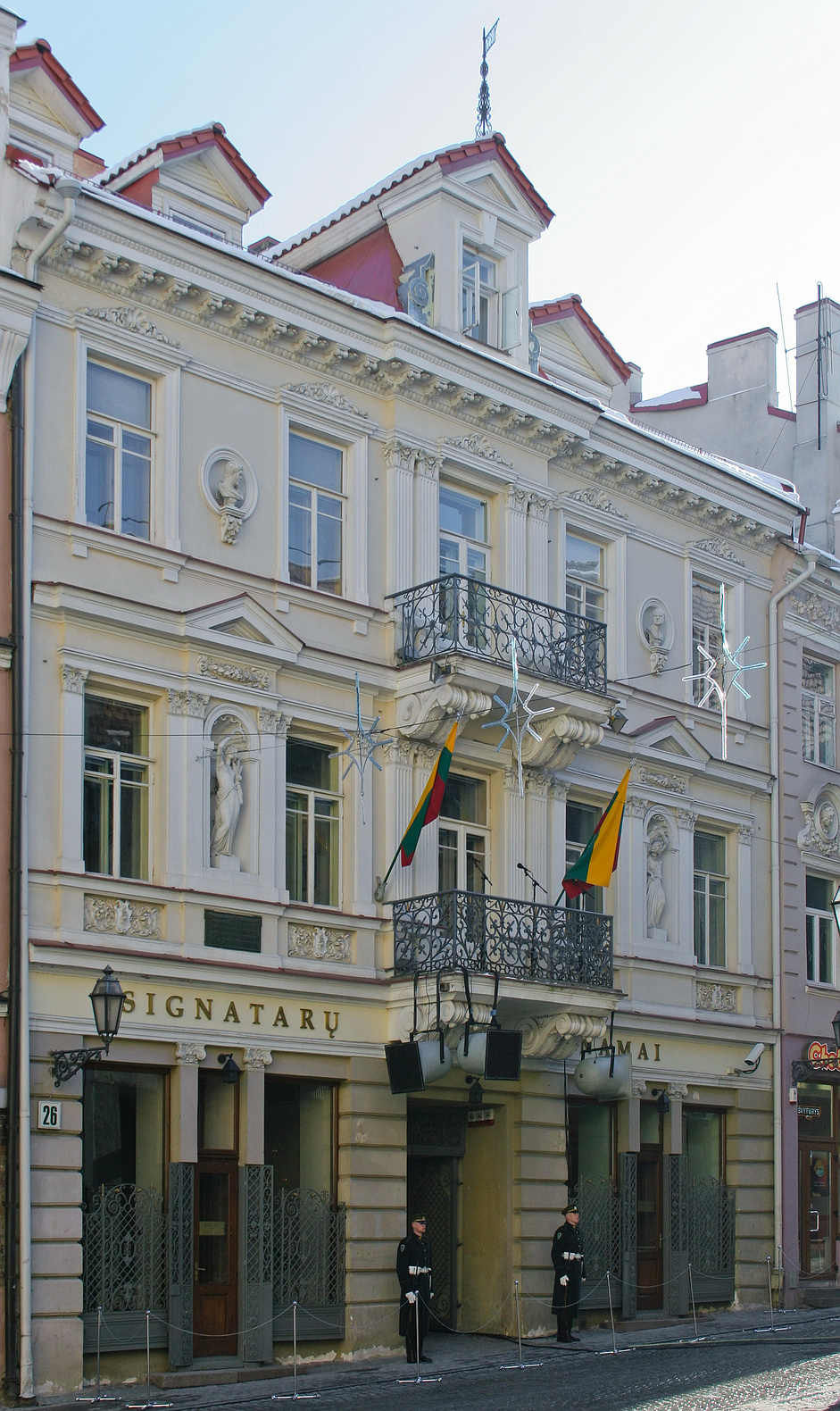
Signatarenhaus Vilnius

Das Museum der Signataren der litauischen Unabhängigkeit in der Altstadt von Vilnius in Litauen ist eine Zweigstellen des Litauischen Nationalmuseums. In diesem Gebäude wurde am 16. Februar 1918 die Akte der Wiederherstellung des unabhängigen litauischen Staates signiert.
In den Räumen des Museums wurde eine Gedenkstätte eingerichtet. Hier ist die von Rimgaudas Zebenka geschaffene Galerie mit Porträts aller Signatare zu besichtigen. Die Möbel im Thonet-Stil stammen aus dem Besitz der Familie Povilas Karazija.
Einige Ausstellungssäle des Signatarenhauses sind auch der Erklärung über den Wiederaufbau des unabhängigen litauischen Staates vom 11. März 1990 gewidmet und zeigen Dokumente der Vorgeschichte und der Festigung der wiedererlangten Staatlichkeit. Das Museum präsentiert zahlreiche Wechselausstellungen.
Neben seiner Funktion als Museum dient es auch als  Ort für  kulturelle Veranstaltungen und Versammlungen, wie beispielsweise am 16. Februar zum Gedenken an die Unabhängigkeitserklärung Litauens sowie als Spielstätte für Konzerte, etwa im Rahmen des jährlich stattfindenden Vilniaus Grindinio Festivalis.

## Geschichte
Das Gebäude wurde 1645 erstmals urkundlich erwähnt.  Nach dem Wiederaufbau eröffnete man das Café Biały Sztral (wörtlich 'Weißer Štral'), das bis 1939 betrieben wurde (2000 wurde das Café wiedereröffnet).
Bis 1918 wurden die oberen Stockwerke des Gebäudes  an Bewohner vermietet. Während des Ersten Weltkriegs war das litauische Hilfskomitee (Šalpos komitetas) im Gebäude tätig. Später wurde das Haus an die Bedürfnisse verschiedener litauischer Organisationen angepasst und weiterhin als Wohnhaus genutzt.